# 安德烈·韦特卢日斯基赫
安德烈·列昂尼多维奇·韦特卢日斯基赫（羅馬化：Andrey Leonidovich Vetluzhskikh；1961年8月5日—）是俄罗斯政治人物，第七届国家杜马议员。
1983年，韦特卢日斯基赫毕业于乌拉尔理工学院。2005年，他当选第四届叶卡捷琳堡市杜马议员。2016年至2021年，他担任第七届国家杜马议员。